# Джени Даунам
Джени Даунам (на английски: Jenny Downham) е английска актриса и писателка на бестселъри в жанра съвременен роман.

## Биография и творчество
Джени Даунам е родена през 1964 г. в Лондон, Хартфордшър, Англия. Израства в Хартфордшър като най-малкото от четири деца. Майка ѝ е учителка и ѝ предава любовта си към книгите. Завършва драма и английски език в университета, а после и театрално училище.
След дипломирането си играе 7 години на гастроли в импровизирани представления в младежки центрове, болници и затвори към алтернативния театър „Телърс“, Лондон. Участва като актриса за второстепенни роли в няколко филма. Отказва се от актьорската си кариера през 1999 г., когато се ражда втория ѝ син, и се грижи за децата си в Лондон като самотна майка ползвайки социални помощи.
Започва да пише, за да изрази впечатленията си от натрупания опит и енергия. След една година се включва във вечерен клас по творческо писане, наречен „Път“. През 2003 г. участва в литературен конкурс, на който печели първа награда. Тогава тя се заема сериозно с писането и се присъединява към групата на писателите „Безплатен обяд“ за получаване на критична обратна връзка и подкрепа.
През 2005 г. тя завършва първия си роман „Преди да умра“ и получава стипендия за него за литературни консултации. Той е публикуван през 2007 г. и много бързо става световен бестселър признат от критиката. Написан в първо лице, в него главната героиня е шестнайсетгодишната Теса, която е болна от левкемия. Едновременно с борбата с болестта тя съставя списък с десетте неща, които иска да направи, преди да умре – да си намери гадже, да прави секс, да опита наркотици, да извърши дребно престъпление, да се влюби… Книгата е номинирана за различни награди и печели наградата „Branford Boase“ за 2008 г. През 2012 г. е екранизирана във филма „Now Is Good“ с участието на Дакота Фанинг и Джеръми Ървайн.
Джени Даунам живее с двамата си сина в Лондон.

## Произведения

### Самостоятелни романи
- Before I Die (2007) – издадена и като „Now is Good“
Преди да умра, изд.: ИК „Ентусиаст“, София (2010), прев. Маргарита Терзиева
- You Against Me (2010)
Ти срещу мен, изд.: ИК „Ентусиаст“, София (2013), прев. Маргарита Терзиева

### Екранизации
- 2012 Now Is Good – по романа „Преди да умра“, автор и продуцент

### Филмография
- 1989 Screen One – ТВ сериал, в 1 серия ролята на Джейн Уайтхаус
- 1992 Agatha Christie's Poirot – ТВ сериал, в 1 серия в ролята на Ан Жизел
- 1998 Basil – в ролята на Ан, съпругата на Ралф
- 1999 Safer